# Suedeheads
Suedehead – to odłam subkultury Skinheads powstały we wczesnych latach 70. w Wielkiej Brytanii.
W przeciwieństwie do swoich poprzedników z lat 60., suedeheads nosili dłuższe włosy, ubierali się także bardziej elegancko i szykownie.
Suedeheads nie stronili od dobrych i eleganckich skórzanych butów takich jak Loafers czy też Brogue. Garnitury stały się ich codziennym odzieniem - nie, tak jak w przypadku skinheads, jedynie na nocną imprezę w dancehallu. Charakterystycznym elementem występującym wśród suedeheads były czerwone skarpetki zakładane często do podwiniętych jeansów lub jasnych spodni w kant. Kolejnym nieodłącznym elementem garderoby suedehead były płaszcze a także baranie kożuchy. Wśród suedehead nie odstąpiono także od harrington jacket.
Muzyczne upodobania suedeheads były zróżnicowane, po swoich "ojcach" – skinheads odziedziczyli zamiłowanie do reggae, ska i muzyki Soulowej.
Część suedeheads słuchało Brytyjskiego Glam Rocka. 
Damska odmiana Suedeheads jak i Smoothie zwana była Sortką.